# Zlověstný oktet
Zlověstný oktet (angl. Ominous Octet) je soubor osmi vzájemně se prolínajících patofyziologických mechanismů, které vedou k hyperglykemii a rozvoji kardiovaskulárních a renálních komplikací u diabetu 2. typu (DM2).
Základním aspektem je progresivně narušená dynamika sekrece beta buněk (1), nedostatečný efekt inkretinů (2) a zvýšená produkce glukagonu (3).
Z toho plynoucí nadprodukce glukózy z jater (4), narušená endokrinní funkce tukové tkáně (5), rozvoj inzulínové rezistence (6), zvýšená reabsorpce glukózy ledvinami (7) a porucha center v hypotalamu pro sytost s následnou poruchou regulace chuti k jídlu (8).
Těchto osm mechanizmů se označuje jako „zlověstný oktet“.

## Význam
Cílem léčby pacientů s DM2 je ovlivnit právě tyto patofyziologické procesy, a to prostřednictvím široké škály léčebných přístupů, od úprav životního stylu až po cílenou farmakoterapii. Moderní „patofyziologicky zaměřený přístup k léčbě“ si slibuje pozitivní výsledky v terapeutickém procesu.

## Používání
Termín poprvé použil Ralph A. DeFronzo ve své práci From the Triumvirate to the Ominous Octet A New Paradigm for the Treatment of Type 2 Diabetes Mellitus.